# Tetragnatha subsquamata
Tetragnatha subsquamata là một loài nhện trong họ Tetragnathidae.
Loài này thuộc chi Tetragnatha. Tetragnatha subsquamata được miêu tả năm 1985 bởi Okuma.